# 大熊幹章
大熊 幹章（おおくま もとあき、1936年8月16日 - ）は、日本の林学者、農学博士。東京大学名誉教授。専門は林産学、生物資源科学。日本学術会議会員（第16期）。

## 来歴
東京出身。1960年東京大学農学部林産学科卒業。東京大学大学院を修了後、1987年東京大学農学部教授（- 1997年）。東京大学名誉教授として定年退官後、1997年九州大学農学部教授（- 2000年）となる。その後、宮崎県林務部顧問として、宮崎県木材利用技術センターの設立に携わり、2001年同センター所長に就任する。また、2005年から独立行政法人森林総合研究所理事長を務めた（- 2007年）
1966年 東京大学 農学博士。論文の題は「合板の機械的性質に関する研究」。  
その他に、日本木材学会会長、日本農学会会長、木質構造研究会名誉会長、日本木材加工技術協会会長などを歴任した。2002年には木質構造研究会大熊幹章賞が創設されている。

## 表彰
- 1968年：日本木材学会賞
- 1995年：日本木材加工技術協会会長賞
- 1998年：読売農学賞
- 2001年：紫綬褒章
- 2012年：瑞宝中綬章[5]

## 著書
- 『地球環境保全と木材利用』（単著、全国林業改良普及協会、2003年）
- 『木材の工学』（共著、文永堂出版、1991年）